# Getterön
La Getterön es una península en el municipio de Varberg, condado de Halland, en Suecia, inmediatamente al noroeste de la cabecera municipal, la localidad de Varberg.
Getterön era una isla hasta 1936, cuando se rellenó el estrecho entre Getterön y el continente para construir una carretera.
El nombre de Getterön es muy antiguo. Se deriva de la época de los vikingos, o incluso antes. La ortografía ha variado considerablemente a través de los años.
La península está protegida (450 ha) desde el 5 de diciembre de 1974 como sitio Ramsar (con el n.º ref. 19).